# شارل پولنار
شارل پولنار (فرانسوی: Charles Poulenard‎؛ ۳۰ مارس ۱۸۸۵ – ۱۰ نوامبر ۱۹۵۸) دونده دو ۴۰۰ متر اهل فرانسه بود.
وی در مسابقات کشوری و بین‌المللی در مجموع برندهٔ ۱ مدال نقره شده‌است.